# Kitzeck im Sausal
Kitzeck im Sausal est une commune autrichienne du district de Leibnitz en Styrie.